# Acidurie méthacrylique
L'acidurie méthacrylique ou neurodégénérescence par déficit en 3-hydroxyisobutyryl-CoA hydrolase est une pathologie très rare en rapport avec un déficit de la beta-hydroxyisobutyryl-CoA hydrolase, enzyme impliquée dans le métabolisme de la valine.
Cette pathologie est plutôt en rapport avec la présence de produit hautement toxique qu'une maladie de surcharge.

## Épidémiologie
En janvier 2007, quatre garçons ont été décrits selon Orphanet et 2 selon l'équipe de Ference J. Loupatty.

## Description
Les sujets atteints présentent une dysmorphie faciale, une cardiopathie congénitale type tétralogie de Fallot, une agénésie du corps calleux et des anomalies vertébrales

## Conseil génétique
Différentes mutations touchant les deux allèles du gène HIBCH, codant la 3-hydroxyisobutyryl-CoA hydrolase ont été identifiées. Le mode de transmission est probablement autosomique récessive.

## Sources
- (en) Online Mendelian Inheritance in Man, OMIM (TM). Johns Hopkins University, Baltimore, MD. MIM Number: 250620 ncbi.nlm.nih.gov